# CPanel
cPanel – komercyjne oprogramowanie pozwalające na administrację serwerem poprzez przeglądarkę WWW. 
cPanel ułatwia takie czynności jak tworzenie baz danych, ich kopiowanie, parkowanie domen czy wykonywanie backupu (tj. kopii zapasowej). Część cPanel przeznaczona dla administratora została nazwana Web Host Manager (WHM). WHM pozwala na dodawanie, usuwanie lub zmianę parametrów kont zarządzanych przez cPanel. Obecna wersja jest nazywana "cPanel X", ponieważ jest to wersja oznaczona numeracją powyżej 10.